# Джихвадзе, Александр Сардионович
Александр Сардионович Джихвадзе (1902, село Чикаани, Телавский уезд, Тифлисская губерния, Российская империя — неизвестно, Аджарская АССР, Грузинская ССР) — колхозник колхоза села Чикаани Кварельского района, Грузинская ССР. Герой Социалистического Труда (1966).

## Биография
Родился в 1902 году в крестьянской семье в селе Чикаани Телавского уезда. После окончания местной сельской школы трудился в личном сельском хозяйстве. В середине 1930-х годов вступил в колхоз селе Чикаани Кварельского района.
Ежегодно в течение трёх десятилетий показывал высокие трудовые результаты в виноградарстве. Указом Президиума Верховного Совета СССР от 2 апреля 1966 года удостоен звания Героя Социалистического Труда за «достигнутые успехи в развитии сельского хозяйства, промышленности и науки Грузинской ССР» с вручением ордена Ленина и золотой медали «Серп и Молот» (№ 10905).
В последующие годы переехал в Аджарскую АССР. Дата смерти не установлена.